# حكاية برونكس
حكاية برونكس (بالإنجليزية: A Bronx Tale)‏ هو فيلم جريمة دراما أمريكي من إخراج وبطولة روبرت دي نيرو، بالإضافة إلى شاز بالمينتري، ليلو برانكاتو جونيور وكاثرين ناردوتشي، صدر الفيلم في الولايات المتحدة في 29 سبتمبر 1993.

## روابط خارجية
- حكاية برونكس على موقع IMDb (الإنجليزية)
- حكاية برونكس على موقع ميتاكريتيك (الإنجليزية)
- حكاية برونكس على موقع الموسوعة البريطانية (الإنجليزية)
- حكاية برونكس على موقع روتن توميتوز (الإنجليزية)
- حكاية برونكس على موقع نتفليكس (الإنجليزية)
- حكاية برونكس على موقع قاعدة بيانات الأفلام العربية
- حكاية برونكس على موقع ألو سيني (الفرنسية)
- حكاية برونكس على موقع Turner Classic Movies (الإنجليزية)
- حكاية برونكس على موقع أول موفي (الإنجليزية)
- حكاية برونكس على موقع بوكس أوفيس موجو (الإنجليزية)